# Montjuïc
Il Montjuïc è una collina alta 192 metri che si trova a sud di Barcellona vicino al porto industriale.
Il nome deriva dal catalano Mont dels Jueus che significa "monte degli ebrei", dovuto probabilmente alla presenza di un cimitero ebraico sulla montagna.
La collina è stato il luogo di nascita della città e la sua posizione strategica sul Mediterraneo e sul fiume Llobregat l'ha resa importante nel corso della storia, tanto che è stata oggetto di diverse fortificazioni, tra cui il Castello di Montjuïc. L'area è anche associata agli imprigionamenti e alle esecuzioni politiche avvenute durante la guerra civile spagnola e sotto la dittatura franchista.
La collina è stata sede dell'Esposizione Internazionale del 1929 e di diversi eventi sportivi durante le Olimpiadi del 1992 ed è raggiungibile tramite la funicolare e la teleferica.

## Attrazioni
- il Poble Espanyol, ricostruzione di un piccolo paesino medievale caratterizzato da tanti negozi di artigiani, ristoranti e una piazza adibita a concerti dal vivo;
- il Castell de Montjuïc, costruito nella parte più alta del monte alla fine del XVII secolo e da dove si può osservare dall'alto Barcellona e il porto;
- il Palau Sant Jordi, costruito in occasione delle Olimpiadi del 1992 e utilizzato per eventi sportivi e concerti;
- lo stadio olimpico Lluís Companys, costruito nel 1927 e riammodernato per le Olimpiadi;
- il Museu Nacional d'Art de Catalunya (MNAC) che si trova all'interno del Palau nacional, un edificio costruito nel 1929 alla base del Montjuïc nei pressi della Font màgica;
- la Torre de telecomunicaciones, realizzata da Santiago Calatrava;
- la Font màgica ("fontana magica"), dove è periodicamente allestito uno spettacolo fatto di giochi di luce e d'acqua;
- il Padiglione di Barcellona del celebre architetto Mies Van der Rohe, realizzato in occasione della Esposizione universale del 1929, che si trova tra la Font màgica e il Poble Espanyol;
- il circuito del Montjuïc, vecchio circuito automobilistico e motociclistico stradale;
- L'intero lato sud del monte è occupato dal grande cimitero di Montjuïc;
- il giardino botanico, dove sono presenti più di 600.000 piante.

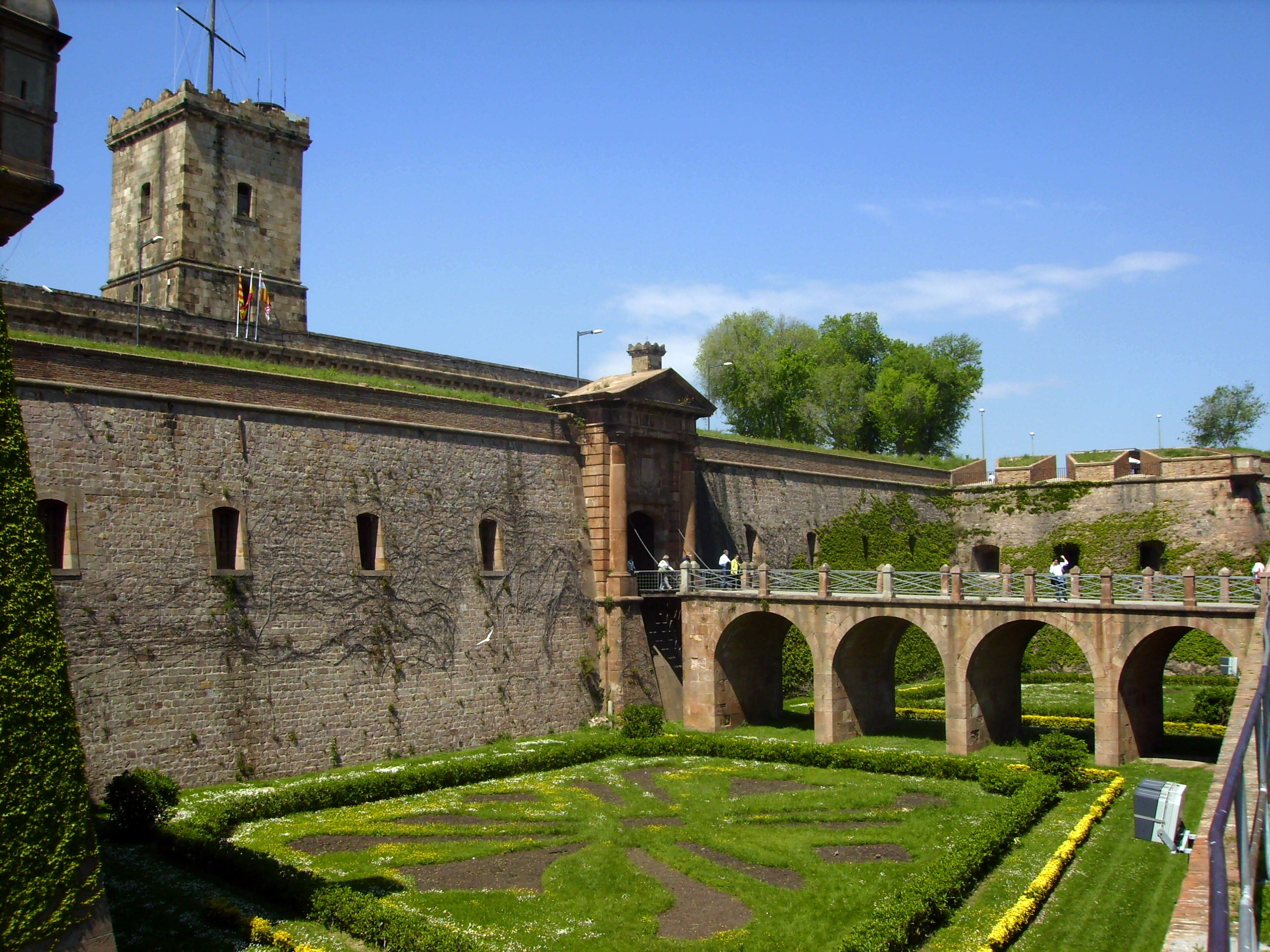
Castell de Montjuïc
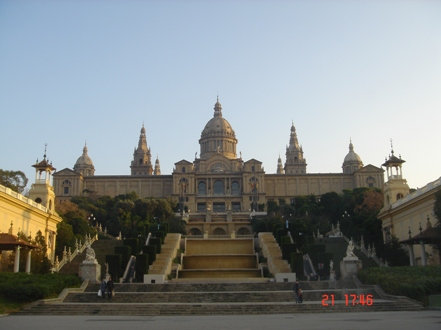
Museu Nacional d'Art de Catalunya
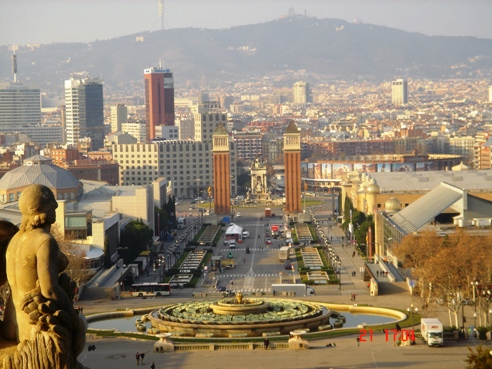
Plaça d'Espanya vista dal MNAC
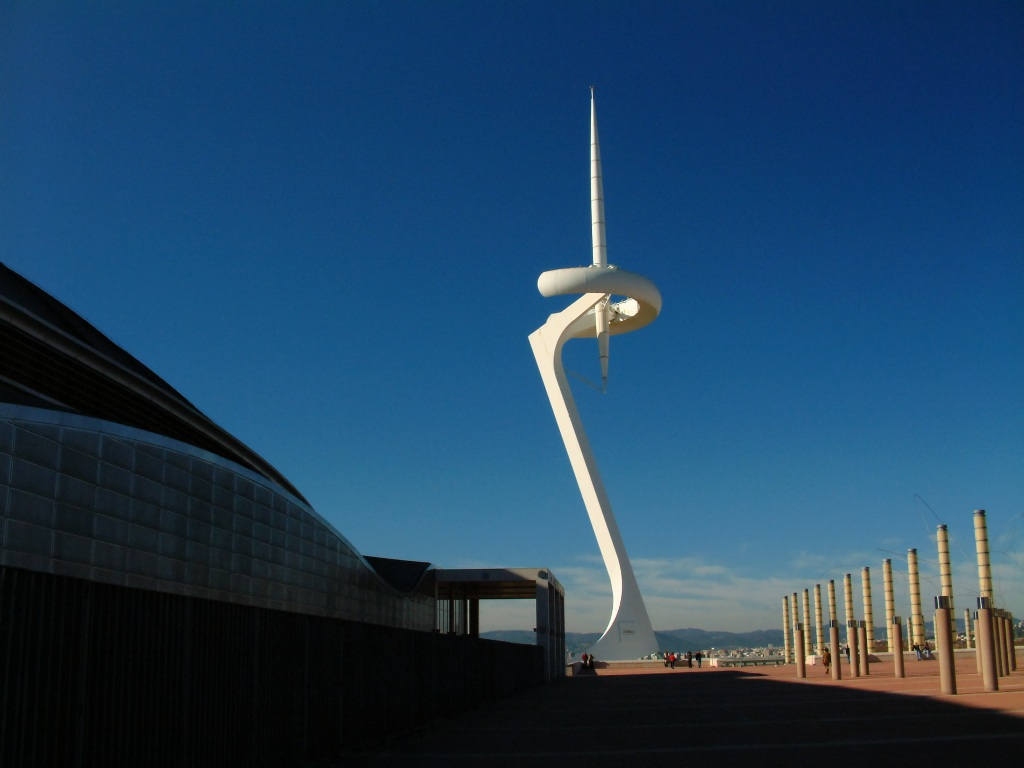
Torre de telecomunicaciones